# イーバッハ
イーバッハ（独: Ibach）は、スイスのシュヴィーツ州シュヴィーツ郡の基礎自治体シュヴィーツにある町（独: Ortschaft）。

## 地理
イーバッハは、シュヴィーツ、ゼーヴェン、オーバーシェーネンブッフ、インゲンボールに境界を接している。
イーバッハの核心的な特徴はムオータ川で、徽章にもそれが表されている。イーバッハを流れるムオータ川はイーバッハの中心で45度方向を変えることから、イーバッハは別名ムオータクニー（Muotaknie「ムオータ川の膝」）と呼ばれている。

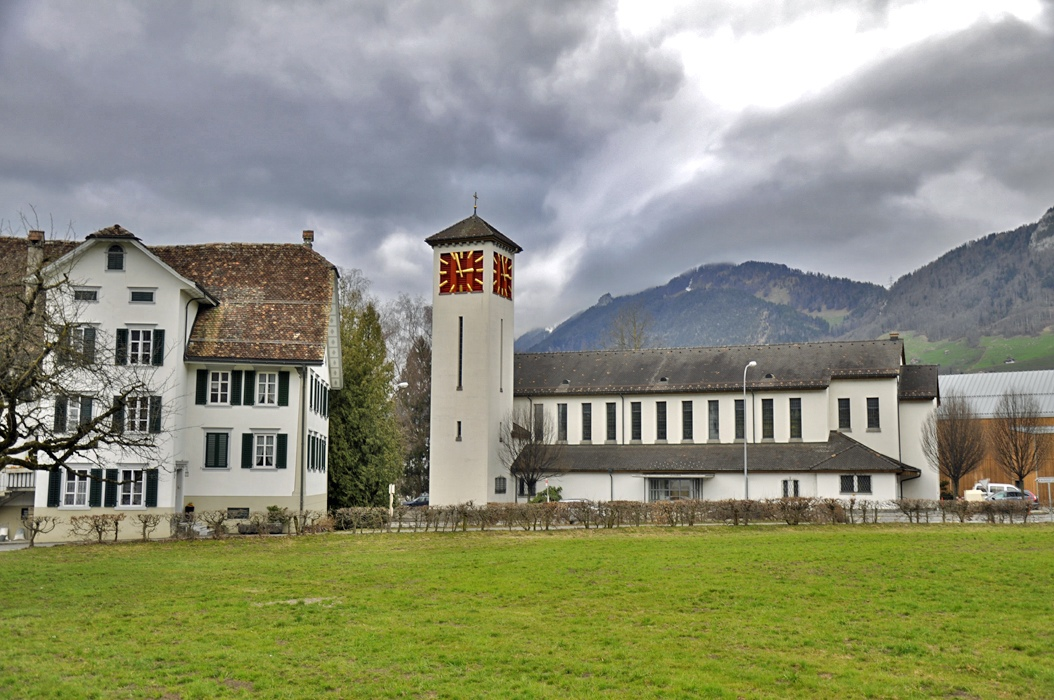
教区教会ザンクト・アントン聖堂

また、ムオータ川はイーバッハをオーバーイーバッハ（Oberibach）とウンターイーバッハ（Unteribach）に分ける境界でもある。川には2本の橋が架けられており、交通量の多い方の橋はムオータクニーの真上に架けられている。

## 人口

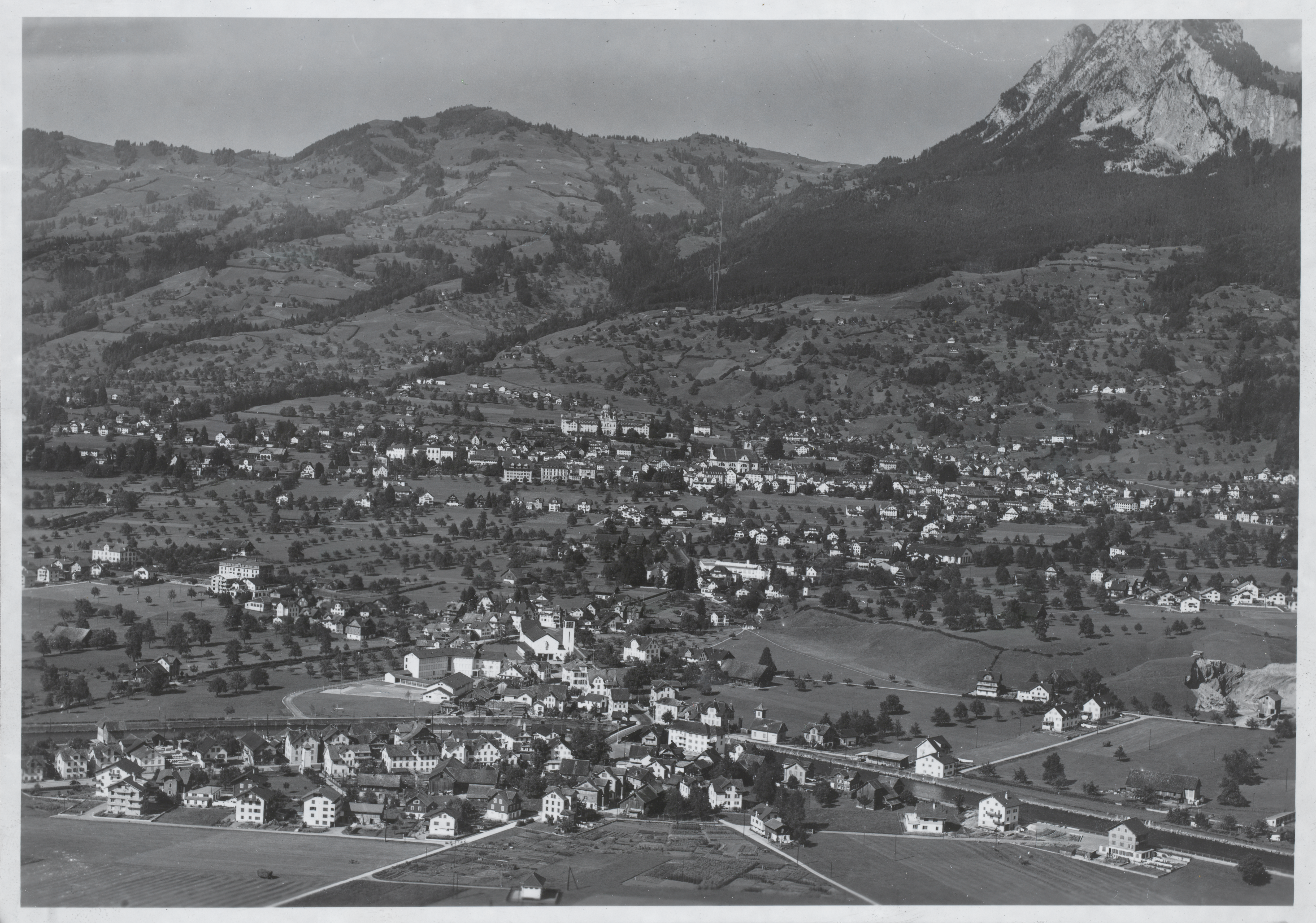
1954年に撮影されたヴェルナー・フリードリによる航空写真。

| 人口の変遷 | 人口の変遷 |
| 年度       | 人口       |
| ---------- | ---------- |
| 1870       | 1189       |
| 1950       | 2381       |
| 2000       | 4165       |
| 2004       | 4325       |

## 歴史
村は1217年に初めてイーバッハという名で呼ばれる。インゲンボール、モルシャッハ、ムオータタールへと向かう街道がムオータ川を渡る要衝であった。中世盛期には、アインジーデルン修道院のイーバッハ別院は、シュヴィーツ渓谷における物流の中心地だった。
上流側の橋には昔のシュヴィーツ国の住民大会広場があり、現在でも10月の第三日曜日にシュヴィーツ公共団体（Oberallmeindkorporation Schwyz、OAK）の会員が毎年イーバッハ・リング（Ring zu Ibach、環状の道路がある）に集まっている。

## 産業
イーバッハは、1884年に創業した、スイスアーミーナイフで世界的に有名な企業ビクトリノックスの故郷であり本拠地で、現在でも生産の大半をここで行っており、イーバッハ最大の雇用を生み出している。